# Bombardeo de Papeete
El bombardeo de Papeete ocurrió en la Polinesia Francesa el 22 de septiembre de 1914 cuando buques de guerra alemanes atacaron posesiones galas durante la Primera Guerra Mundial.

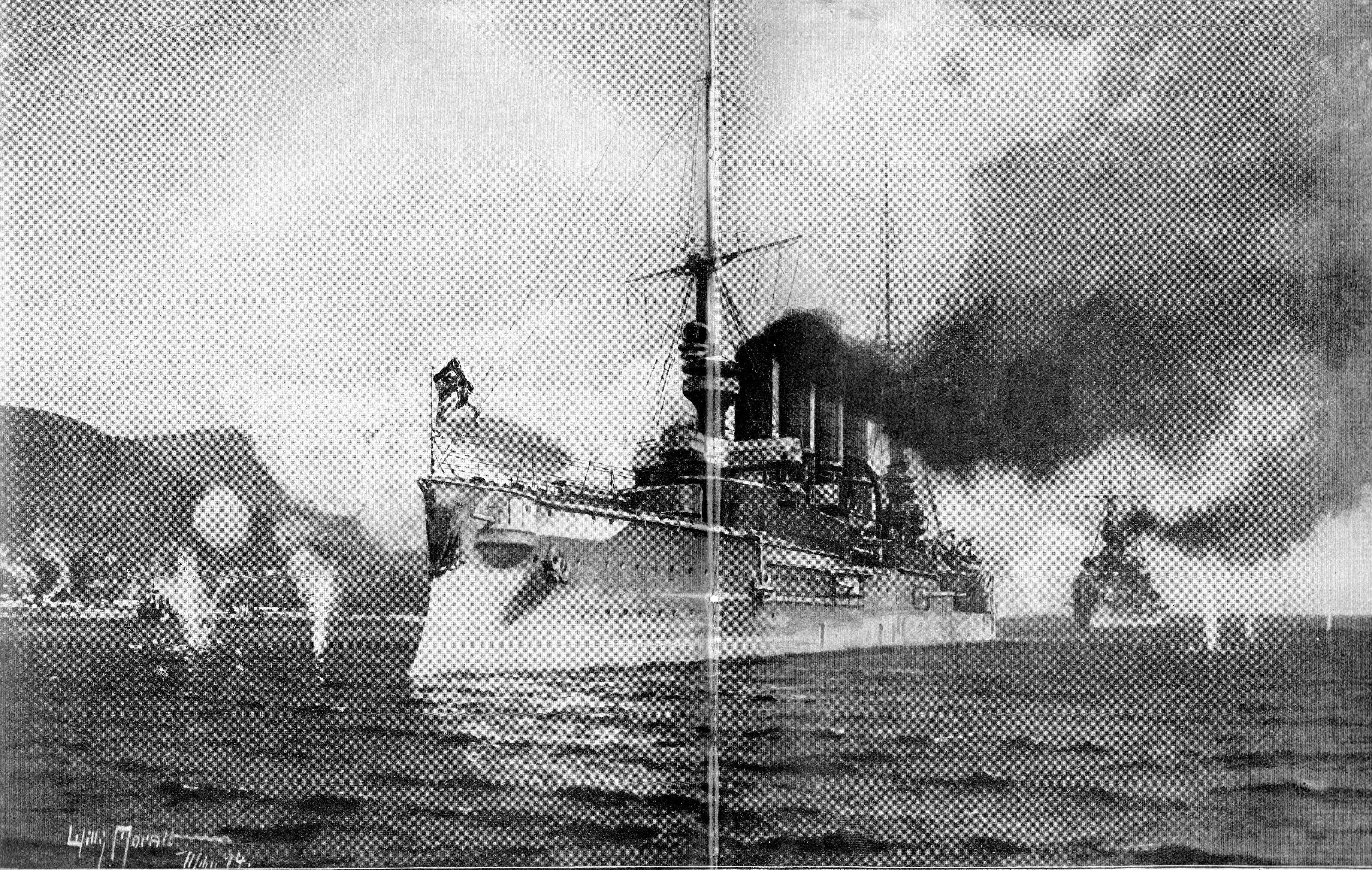
Die Kreuzer GNEISENAU und SCHARNHORST beschießen Papeete, die Hautpstadt von Tahiti

Los cruceros acorazados alemanes Scharnhorst y Gneisenau entraron en el puerto de Papeete de la isla de Tahití y hundieron el cañonero Zélée y el carguero Walküre antes de bombardear las fortificaciones de la localidad. Las baterías costeras francesas y el buque cañonero respondieron con fuego a la incursión alemana, pero fueron claramente superadas por el armamento enemigo. El principal objetivo alemán era apoderarse del carbón almacenado en la isla, pero este fue destruido por los franceses al comienzo del ataque. 
Las naves alemanas resultaron casi indemnes, pero el buque cañonero francés acabó hundido. Varios edificios de la capital tahitiana fueron destruidos y la economía local recibió un duro golpe.
La principal consecuencia estratégica de este enfrentamiento fue la revelación de la ubicación de los buques germanos al Almirantazgo británico, lo cual desembocó en la batalla de Coronel en la que la Escuadra de Asia Oriental alemana derrotó a otra escuadra británica, aunque por otra parte el agotamiento de la munición del Scharnhorst y el Gneisenau tras su ataque a Papeete contribuyó a su posterior derrota y hundimiento en la batalla de las Malvinas.